# Monastero di Vasco
Monastero di Vasco ist eine Gemeinde in der italienischen Provinz Cuneo (CN), Region Piemont.

## Lage und Einwohner
Monastero di Vasco liegt knapp 30 km östlich von der Provinzhauptstadt Cuneo entfernt. Die Gemeinde besteht aus den Fraktionen (Frazioni) Bertolini Soprani, Bertolini Sottani, Malborgo, Roapiana, Roggeri, Vasco, Gallizzi, Dane, Baracca, Turchi, Villero, Morere, Marenchi, Pagliani, Niere, Comini di Vasco, Vivalda und Oberti. Das Gemeindegebiet umfasst eine Fläche von 17,44 km² und hat 1269 Einwohner (Stand 31. Dezember 2023).
Die Nachbargemeinden sind Frabosa Soprana, Frabosa Sottana, Mondovì, Montaldo di Mondovì, Vicoforte und Villanova Mondovì.

## Geschichte
Der Ortsname entspricht dem antiken „Vasco“, der 1229 als „Vascus“ zitiert wurde und der sich von einem ursprünglich ethnischen Personen- oder Nachnamen „Vasco“ ableitet. Die Ursprünge des Dorfes sind alt. Sie reichen bis ins 9. Jahrhundert zurück, als die Einwohner eine große Burg bauten, um sich vor den Einfällen der Sarazenen zu schützen. Im 12. Jahrhundert beteiligten sie sich an der Gründung von Mondovì und gründeten den Stadtteil Vasco. Um 1688 wurde es eine freie Gemeinde, unterlag jedoch stets der zentralisierenden Kontrolle des Hauses Savoyen, dessen politisch-administrativen Wechselfällen es folgte.

## Sehenswürdigkeiten
- Das antike Kloster San Pietro, das 1440 aufgelöst und im 16. Jahrhundert wieder aufgebaut wurde und von dem nur die beiden Eingangstüren, die Porta carriagea, erhalten geblieben sind.
- Die Pfarrkirche St. Peter und Paul, die 1764 nach einem Entwurf von Alfieri erbaut wurde und in deren Inneren sich wertvolle polychrome Marmoraltäre befinden.
- Das der Mariä Himmelfahrt gewidmete Heiligtum namens Madonna delle Lame, in dem sich ein Fresko aus dem 16. Jahrhundert mit der Darstellung der „Jungfrau und des Kindes“ befindet.
- Die Kapelle San Lorenzo, die der Überlieferung nach an der Stelle eines römischen Tempels errichtet wurde.